# Нина-Родригис (Мараньян)

Нина-Родригис на карте штата.

Нина-Родригис (порт. Nina Rodrigues) — муниципалитет в Бразилии, входит в штат Мараньян. Составная часть мезорегиона Север штата Мараньян. Входит в экономико-статистический микрорегион Итапекуру-Мирин. Население составляет 12 464 человека на 2010 год. Занимает площадь 572,507 км². Плотность населения — 21,77 чел./км².

## Демография
Согласно сведениям, собранным в ходе переписи 2010 г. Национальным институтом географии и статистики (IBGE), население муниципалитета составляет:
| Полное население                               | Полное население                               | Полное население                               | Полное население                               | 12 464 |
| ---------------------------------------------- | ---------------------------------------------- | ---------------------------------------------- | ---------------------------------------------- | ------ |
| в том числе:                                   | Городское население                            | 4439                                           | Процент городского населения, %                | 35,61  |
|                                                | Сельское население                             | 8025                                           | Процент сельского населения, %                 | 64,39  |
|                                                | Мужское население                              | 6336                                           | Процент мужского населения, %                  | 50,83  |
|                                                | Женское население                              | 6128                                           | Процент женского населения, %                  | 49,17  |
| Плотность населения, чел/км²                   | Плотность населения, чел/км²                   | Плотность населения, чел/км²                   | Плотность населения, чел/км²                   | 21,77  |
| Население муниципалитета в % к населению штата | Население муниципалитета в % к населению штата | Население муниципалитета в % к населению штата | Население муниципалитета в % к населению штата | 0,19   |

По данным оценки 2016 года, население муниципалитета составляет 14 012 жителей.

## Статистика
- Валовой внутренний продукт на 2003 год составляет 8 782 043,00 реалов (данные: Бразильский институт географии и статистики).
- Валовой внутренний продукт на душу населения на 2003 год составляет 1020,46 реалов (данные: Бразильский институт географии и статистики).
- Индекс развития человеческого потенциала на 2000 год составляет 0,550 (данные: Программа развития ООН).